# Piskavica, Banjaluka
Piskavica je naselje v mestu Banjaluka, Bosna in Hercegovina. 

## Deli naselja
Adamovići, Babići, Borovci, Bošnjaci, Brankovići, Bukše, Đuđići, Granule, Grujići, Jorgići, Kajkute, Keserovići, Kevići, Kneževići, Kovačevići, Mijatovići, Miljevići, Miloševići, Ožegovići, Piskavica, Radovančevići, Radulovići, Radusinovići, Savanovići, Slijepčevići, Strike, Šešići, Ševe, Štrbac, Šumari, Talići, Todorovići, Tuckešići, Višići in Zrnići.

## Prebivalstvo
| Pregled števila prebivalcev po letih | Pregled števila prebivalcev po letih | Pregled števila prebivalcev po letih | Pregled števila prebivalcev po letih | Pregled števila prebivalcev po letih | Pregled števila prebivalcev po letih |
| ------------------------------------ | ------------------------------------ | ------------------------------------ | ------------------------------------ | ------------------------------------ | ------------------------------------ |
| 1948                                 | 1953                                 | 1961                                 | 1971                                 | 1981                                 | 1991                                 |
| -                                    | -                                    | 4.760                                | 4.905                                | 4.393                                | 3.798                                |

| Narodna sestava prebivalstva po letih                                                                                            | Narodna sestava prebivalstva po letih                                                                                             | Narodna sestava prebivalstva po letih                                                                                             |
| --- | --- | --- |
| 1971 | 1981 | 1991 |
| . skupaj: 4.905 Srbi 4.863 (99,14 %) Hrvati 16 (0,32 %) Muslimani 0 (0,00 %) Jugoslovani 17 (0,34 %) drugi in neznano 9 (0,18 %) | . skupaj: 4.393 Srbi 4.222 (96,10 %) Hrvati 9 (0,20 %) Muslimani 2 (0,04 %) Jugoslovani 134 (3,05 %) drugi in neznano 26 (0,59 %) | . skupaj: 3.798 Srbi 3.729 (98,18 %) Hrvati 15 (0,39 %) Muslimani 1 (0,02 %) Jugoslovani 27 (0,71 %) drugi in neznano 26 (0,68 %) |